# Jinushizono Hidemi
Jinushizono Hidemi (地主園 秀美 Jinushizono Hidemi, sinh ngày 14 tháng 4 năm 1989) là một cầu thủ bóng đá người Nhật Bản. Anh thi đấu cho FC Maruyasu Okazaki.

## Thống kê câu lạc bộ
Cập nhật đến ngày 20 tháng 2 năm 2015.
| Thành tích câu lạc bộ | Thành tích câu lạc bộ | Thành tích câu lạc bộ | Giải vô địch | Giải vô địch | Cúp                   | Cúp                   | Tổng cộng | Tổng cộng |
| Mùa giải              | Câu lạc bộ            | Giải vô địch          | Số trận      | Bàn thắng    | Số trận               | Bàn thắng             | Số trận   | Bàn thắng |
| Nhật Bản              | Nhật Bản              | Nhật Bản              | Giải vô địch | Giải vô địch | Cúp Hoàng đế Nhật Bản | Cúp Hoàng đế Nhật Bản | Tổng cộng | Tổng cộng |
| --------------------- | --------------------- | --------------------- | ------------ | ------------ | --------------------- | --------------------- | --------- | --------- |
| 2011                  | FC Gifu               | J2 League             | 16           | 1            | 0                     | 0                     | 16        | 1         |
| 2012                  | FC Gifu               | J2 League             | 18           | 2            | 1                     | 0                     | 19        | 2         |
| 2013                  | FC Gifu               | J2 League             | 0            | 0            | 0                     | 0                     | 0         | 0         |
| 2014                  | FC Gifu               | J2 League             | 0            | 0            | 0                     | 0                     | 0         | 0         |
| 2015                  | FC Maruyasu Okazaki   | JFL                   | 0            | 0            | 0                     | 0                     | 0         | 0         |
| Tổng                  | Tổng                  | Tổng                  | 34           | 3            | 0                     | 0                     | 35        | 3         |